# Mustafa 1.
Mustafa 1. (født i 1590-tallet, død 20. januar 1639) var to gange sultan over Det Osmanniske rige, 1617-1618 og 1622-1623. Mustafa var søn af Mehmet 3. og efterfulgte sin bror Ahmed I på tronen i november 1617.  Han blev styrtet efter tre måneders regering ved en paladsrevolution, som satte Ahmeds fjortenårige søn Osman 2. på tronen. Da Osman blev myrdet i maj 1622, blev Mustafa atter sultan, men blev afsat i 1623 og blev i 1639 dræbt på befaling af sin nevø og blev efterfulgt af Murad 4.